# Olga Szabó-Orbán
Olga Szabó-Orbán (* 9. Oktober 1938 in Cluj als Olga Orban; † 5. Januar 2022 in Budapest, Ungarn) war eine rumänische Florettfechterin.

## Erfolge
Olga Szabó-Orbán gewann bei Weltmeisterschaften im Einzel 1970 in Ankara Bronze, 1965 in Paris Silber sowie 1962 in Buenos Aires Gold. Mit der Mannschaft gewann sie 1969 in Havanna den Titel und darüber hinaus jeweils zwei weitere Silber- und Bronzemedaillen. Sie nahm an fünf Olympischen Spielen teil. Bei den Olympischen Spielen 1956 in Melbourne erreichte sie im Einzel die Finalrunde, in der sie mit sechs Siegen gemeinsam mit Gillian Sheen den ersten Rang belegte. Im Stechen unterlag sie Sheen und erhielt somit die Silbermedaille. 1960 in Rom und 1964 in Tokio platzierte sie sich in der Einzel- und der Mannschaftskonkurrenz jeweils in den Top Ten, ebenso im Einzel 1968 in Mexiko-Stadt. In der Mannschaftskonkurrenz zog sie gemeinsam mit Ana Derșidan, Ileana Gyulai, Ecaterina Iencic und Maria Vicol ins Halbfinale ein, in dem die rumänische Equipe Ungarn unterlag. Im Gefecht um Bronze setzte sie sich anschließend gegen Frankreich durch. Auch bei den Olympischen Spielen  1972 in München schloss sie die Mannschaftskonkurrenz auf dem Bronzerang ab.
Sie heiratete später den Wasserballspieler Alexandru Szabo.